# Маклафлін Ембер
Ембер Маклафлін (англ. Amber McLaughlin; 13 січня 1973 — 3 січня 2023, Міссурі) — американський вбивця та ґвалтівник, страчений за зґвалтування й убивство своєї колишньої дівчини Беверлі Гюнтер. У в'язниці вбивця змінив стать, таким чином ставши першим відкритим трансгендером, страченим у США.

## Біографічні дані
У 1992 році засуджений за сексуальне насильство над 14-річною дівчинкою. 2003 року він тривалий час переслідував свою колишню співмешканку Беверлі Гюнтер. Вона змогла домогтися заборони на його наближення, якийсь час у неї навіть була охорона. Ембер у результаті зміг її зґвалтувати і вбити.
На суді над Маклафліном у 2006 році присяжні не визначилися з питанням про страту. У більшості штатів США це призвело б до засудження до довічного ув'язнення. Однак Міссурі є одним із двох штатів (другим є Індіана), в яких суддя має право на свій розсуд засудити підсудного до страти, якщо присяжні не визначилися.
Спроби оскаржити вирок і переконати суд у своїй неосудності нічого не дали. Ембер Маклафлін страчений смертельною ін'єкцією 3 січня 2023 року. Ця страта стала першою в 2023 році в США.